# Svensk idrott (tidning)
Svensk idrott var en svensk tidskrift som handlade om idrott och var en så kallad idrottstidning. Den handlade om motions- och elitidrott, om idrott för barn, ungdomar och vuxna samt om idrottsjuridik och ekonomi. Tidskriften grundades 1929 och lades ned 2013.

### Fotnoter
1. ↑  Hanna Lundquist (24 oktober 2013). ”Svensk Idrott läggs ned”. Journalist. http://journalisten.se/nyheter/svensk-idrott-laggs-ned. Läst 24 mars 2017.